# Limitations de vitesse en Roumanie

Limitations de vitesse en Roumanie

Limitations de vitesse en vigueur en Roumanie (abréviation officielle: RO) :
- 50 km/h en ville
- 90 ou 100 km/h hors agglomération
- 130 km/h sur autoroute

## Autres règles
- Allumage des feux de croisement obligatoire 24h/24 hors agglomération ;
- Pas d'alcoolémie autorisée au volant (0,0 g/L d'alcool dans le sang) ;
- Vignette obligatoire (Rovinieta) pour tout véhicule pour circuler sur les autoroutes et les routes nationales.